# Franciska
Franciska är ett latinskt kvinnonamn som betyder fransyska. Det är den feminina formen av mansnamnet Franciscus. Det äldsta belägget för Franciska i Sverige är från år 1694.
Namnet finns i många olika varianter:
- Fransiska (alternativ svensk stavning)
- Francesca (italienska)
- Francisca (spanska och portugisiska)
- Franziska (tyska)
- Frances (engelska)

Den 31 december 2014 fanns det totalt 232 kvinnor folkbokförda i Sverige med namnet Franciska, varav 66 bar det som tilltalsnamn. Motsvarande siffror var 504 respektive 216 för Francesca, 482 respektive 171 för Francisca, 330 respektive 129 för Franziska samt 451 respektive 109 för Frances.
Namnsdag i Sverige: 9 februari (sedan 2001) (1986–1992: 4 oktober). I den finlandssvenska namnsdagslängden har Fransiska namnsdag 4 oktober sedan 2005.

## Personer med namnet Franciska, Francesca, Francisca och Franziska

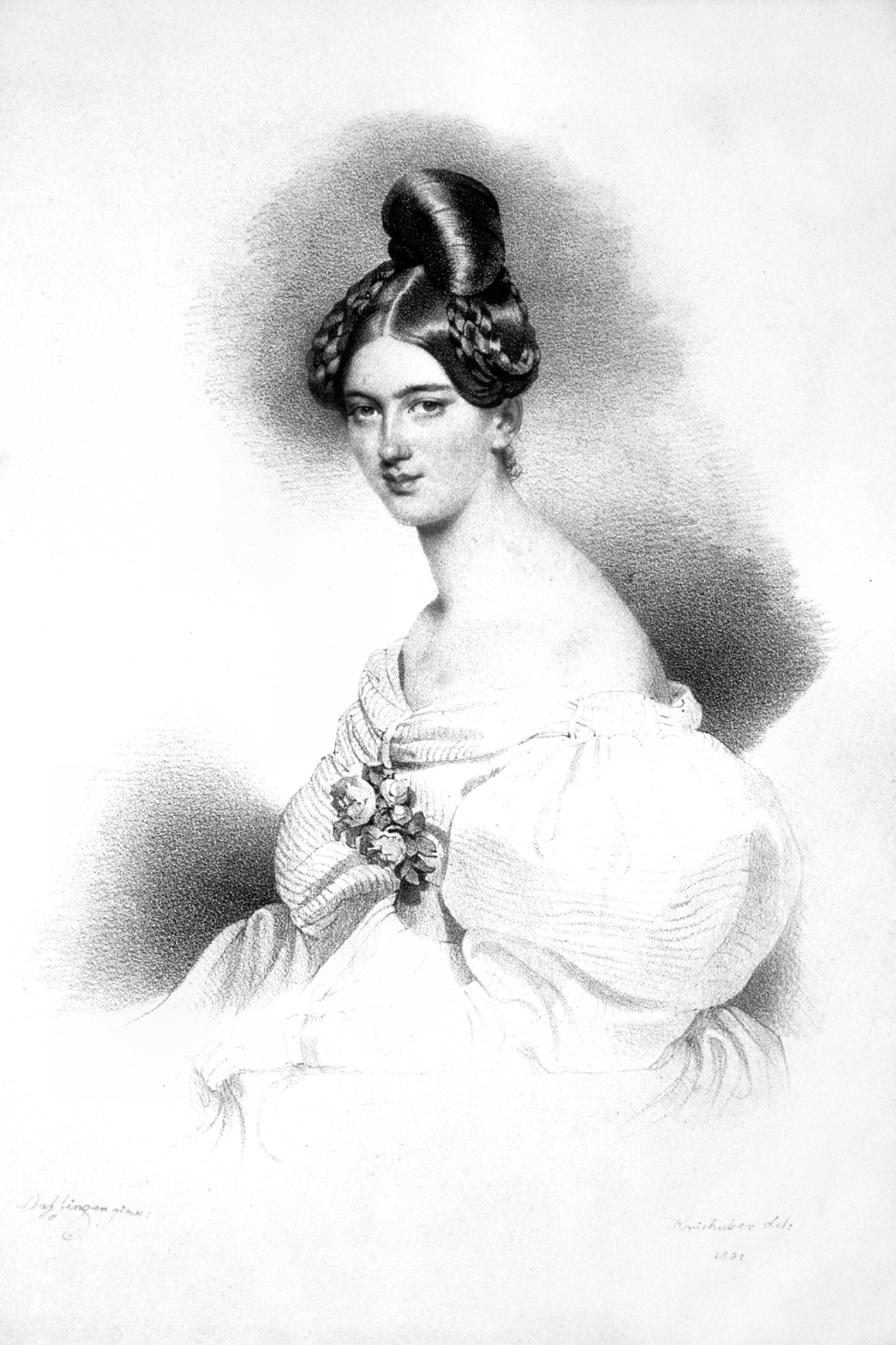
Franziska Kinsky, furstinna av Liechtenstein

- Francisca av Brasilien, brasiliansk och fransk prinsessa
- Franciska av Rom, italienskt helgon
- Franziska van Almsick, tysk simmare
- Francesca Annis, brittisk skådespelare
- Franziska Becker, tysk tecknare och serieskapare
- Francesca Caccini, italiensk kompositör
- Franciska Clausen, dansk konstnär
- Francisca Duarte, nederländsk sångerska
- Franziska Hildebrand, tysk skidskytt
- Franziska von Hohenheim, hertiginna av Württemberg
- Franziska Kinsky, furstinna av Liechtenstein
- Franziska Kinz, österrikisk skådespelare
- Franziska Pixis, tysk sångerska
- Francesca Salesia, franskt helgon
- Franziska Schenk, tysk skridskoåkare
- Francesca Schiavone, italiensk tennisspelare
- Franziska Stading, tysk-svensk skådespelare och sångerska
- Franziska Walser, tysk skådespelerska
- Franziska Weber, tysk kanotist
- Francisca Zubiaga y Bernales, hustru till den peruanske presidenten Agustín Gamarra

## Personer med namnet Frances

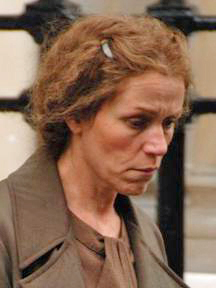
Frances McDormand

- Frances Abington, brittisk skådespelare
- Frances Brandon, hertiginna av Suffolk
- Frances Brooke, brittisk författare
- Frances Brudenell, grevinna av Newburgh
- Frances Cleveland, amerikansk presidentfru, hustru till Grover Cleveland
- Frances Bean Cobain, amerikansk konstnär, dotter till Kurt Cobain och Courtney Love
- Frances Conroy, amerikansk skådespelare
- Frances Dee, amerikansk skådespelare
- Frances Farmer, amerikansk skådespelare
- Frances Fisher, brittisk-amerikansk skådespelare
- Frances Fyfield, brittisk advokat och kriminalförfattare
- Frances Goodrich, amerikansk manusförfattare
- Frances Hardinge, brittisk författare
- Frances Mary Hodgkins, brittisk konstnär
- Frances Hodgson Burnett, amerikansk författare
- Frances Hyde, grevinna av Clarendon, engelsk grevinna
- Frances Langford, amerikansk sångerska och skådespelare
- Frances McDormand, amerikansk skådespelare
- Frances Marion,  amerikansk journalist, författare och manusförfattare
- Frances O'Connor, brittisk skådespelare
- Frances Partridge, brittisk författare
- Frances Perkins, amerikansk politiker, USA:s första kvinnliga minister
- Frances Reid, amerikansk skådespelare
- Frances Ridley Havergal, brittisk sångförfattare
- Frances Ruffelle, brittisk sångerska
- Frances de la Tour, brittisk skådespelare
- Frances Trollope, brittisk författare
- Frances Walsingham, grevinna av Essex
- Frances Wright, amerikansk socialreformator